# Дорохов, Степан Дмитриевич
Степан Дмитриевич Дорохов (1913—1966) — советский военный деятель, генерал-лейтенант артиллерии, первый начальник Балхашского полигона ПВО (1956—1966).

## Биография
Родился в селе Александровка Бахмутского уезда Екатеринославской губернии (ныне — в составе города Донецк) в семье рабочего.
С 1930 года подручный слесаря шахты «В» рудника «Ветка».
В 1932 г. призван в РККА и направлен на учебу в Школу червонных старшин Украинского Военного Округа (Харьков), с января 1933 года курсант Сумской артиллерийской школы (Сумы). По завершении обучения — командир полубатареи артиллерийского полка 1-й Московской Пролетарской Стрелковой дивизии МВО, затем слушатель Курсов физической подготовки в Ленинграде, после окончания которых с июля 1937 года инструктор физической подготовки Военного училища имени ВЦИК МВО.
В 1938 года командир взвода, с 27 марта 1939 года командир батареи курсантов Подольского артиллерийского училища.
В 1941 г. окончил Военную Академию Красной Армии имени М. В. Фрунзе. Во время Великой Отечественной войны принимал участие в боевых действиях:
- с сентября 1941 года командир дивизиона 2-го Гвардейского миномётного полка в составе Южного фронта;
- с июня 1942 года командир 71-го Гвардейского миномётного полка М-13 Резерва Главного командования Юго-Западного фронта;
- с сентября 1942 года командир дивизиона 410-го отдельного Гвардейского миномётного дивизиона в составе Калининского фронта;
- с января 1943 года — начальник штаба армейской оперативной группы Гвардейских миномётных частей Калининского фронта;
- с февраля 1943 года командир полка 24-го гвардейского миномётного полка в составе сначала Северо-Западного, затем 1-го и 2-го Белорусских фронтов;
- с февраля 1944 года заместитель начальника оперативной группы Гвардейских миномётных частей 1-го Прибалтийского фронта;
- с сентября 1944 года заместитель Командующего артиллерией по ГМЧ 6-й гвардейской армии 1-го Прибалтийского фронта.

В годы войны награждён 7 орденами: тремя орденами Красного Знамени, орденами Александра Невского, Кутузова III степени, Отечественной войны I степени, Красной Звезды.

## После войны
В июне 1945 года назначен начальником штаба артиллерии 6-й Гвардейской армии Прибалтийского военного округа, а затем через год — командиром 17-го Гвардейского миномётного полка Гвардейского стрелкового корпуса того же округа.
С апреля 1947 года — старший офицер НИИ-4 Академии артиллерийских наук Министерства Вооружённых сил СССР.
В 1952 году окончил с золотой медалью Академию Генерального штаба ВС СССР. С 24 октября 1952 года научный руководитель группы реактивной артиллерии НИИ № 3 Академии артиллерийских наук.
С 1954 по июль 1956 года начальник штаба корпуса Первой армии ПВО особого назначения, генерал-майор артиллерии.
30 июля 1956 года назначен первым начальником Балхашского полигона (в/ч 03080). В кратчайшие сроки научно-исследовательский испытательный полигон был введен в строй для решения задач, связанных с испытаниями новейших образцов вооружения и военной техники ПВО, ПРО, ПКО. Как один из руководителей строительства награждён орденом Ленина.
Под его руководством и при непосредственном участии решены следующие основные специальные задачи:
- создан уникальный измерительный комплекс — автоматизированная система измерений и обработки «Курган»;
- развернуты экспериментальные радиолокаторы РЭ-1,2,4, с помощью которых впервые в мире удалось подтвердить принципиальную возможность обнаружения головной части баллистической ракеты на траектории ее полета;
- создан и испытан первый экспериментальный полигонный комплекс противоракетной обороны (Главный командно-вычислительный центр (ГКВЦ), радиолокационная станция дальнего обнаружения Дунай-2, три радиолокатора точного наведения (РТН-1,2,3), радиолокационная станция визирования противоракеты (РСВПР), стартовая позиция с противоракетами В-1000 — (Система «А», главный конструктор Г. В. Кисунько);
- прошли испытания противоракетный стрельбовый комплекс «Алдан» и станция дальнего обнаружения целей «Дунай-3»;
- прошли испытания и были запущены в производство три зенитных ракетных комплекса противовоздушной обороны (генеральные конструкторы С. А. Лавочкин и Б. В. Бункин), впоследствии проявившие себя в борьбе с американскими самолетами во Вьетнаме;
- был построен город Приозёрск на берегу озера Балхаш.

Скоропостижно умер 20 февраля 1966 года у трапа самолёта по возвращении из Караганды, где участвовал в работе областной партийной конференции, избравшей его делегатом XXIII съезда КПСС. Похоронен в Москве на Новодевичьем кладбище.
Избирался депутатом Верховного Совета Казахской ССР V и VI созывов, членом ЦК Компартии Казахстана, делегатом XХII и XХIII съездов КПСС.

## Память
В честь С. Д. Дорохова была переименована Первая школа города Приозерск, открытая 1 сентября 1959 года. По сей день эта школа им. С. Д. Дорохова.